# Беч (Босилєво)
45°25′ пн. ш. 15°20′ сх. д. / 45.42° пн. ш. 15.34° сх. д.
Беч (хорв. Beč) — населений пункт у Хорватії, у Карловацькій жупанії у складі громади Босилєво.

## Населення
Населення за даними перепису 2011 року становило 9 осіб.
Динаміка чисельності населення поселення: